# یوجین اونیل
یوجین گِلَدِستون اونیل (به انگلیسی: Eugene Gladstone O'Neill) (زاده ۱۶ اکتبر ۱۸۸۸ – درگذشته ۲۷ نوامبر ۱۹۵۳) نمایشنامه نویس برجستهٔ آمریکایی بود که برندهٔ جایزهٔ ادبی نوبل در سال ۱۹۳۶ میلادی شد.

## زندگی
خانواده اونیل ایرلندی بودند که به آمریکا مهاجرت کرده بودند؛ یوجین یکی از فرزندان این خانواده در سال ۱۸۸۸ در هتلی در برادوی، که منطقه‌ای از شهر نیویورک و مرکز فعالیت‌های هنری و تماشاخانه مهم آمریکاست، متولد شد. پدرش هنرپیشه نمایشنامه‌های ساده و مردم پسند و در حد خود بازیگری سرشناس بود. وی در تروپ گروه نمایشی و سیار خود، اجرایی نمایشی از داستان کنت مونت کریستو به صحنه آورد که خود در آن نقش اصلی را بازی می‌کرد. این نمایش با استقبال فراوانی روبه رو شد و در بیشتر شهرهای آمریکا بر روی صحنه رفت و بدین ترتیب سال‌های اولیه یوجین در سفر و خانه به دوشی گذشت. موقعیت ناپایدار خانواده سبب گردید که او را از هفت تا سیزده سالگی به مدارس شبانه‌روزی بسپارند و به طوری که درباره‌اش نوشته‌اند، او و برادرش ادموند از آغاز زندگی خود تا جوانی با تئاتر، انزوا، سفر، خیال پردازی دمساز و عجین شده بودند. یوجین که به قول خودش پیوسته در جستجوی (شناخت شخصیت انسان) و معنای زندگی بوده، از سال‌های ۱۹۰۹ تا ۱۹۱۲ در نقاط دوردست و خطرناک به سیر و سفر پرداخته، به مشاغل عجیبی چون جاشویی کشتی‌های قاره‌پیما، استخراج طلا از معادن هندوراس در آمریکای لاتین و … خبرنگاری روزنامه‌ها دست یازیده‌است.
ابتلای او به بیماری سل؛ به چنین ماجراجویی‌ها و تکاپوهای فیلسوفانه پایان داد. وی در دوران اقامت نسبتاً طولانی در آسایشگاه معلولین در ایالت کنتیکت، به خواندن و نوشتن پرداخت و چند نمایشنامه‌ای که در سال ۱۹۱۴ به نام تشنگی انتشار داده، محصول خواندن و نوشتن در همین دوره است. پس از ترخیص از بیمارستان اونیل در سمینار نمایشنامه‌نویسی پروفسور جرج پییرس بیکر شرکت کرد. این کلاس‌ها به نام کارگاه نمایشنامه‌نویس چهل و هفت به مدت یک سال تشکیل گردید. البته اونیل در سال ۱۹۰۷ دو سال پیش از نخستین ازدواج و شروع سیر و سفر، در دانشگاه پرینستون ثبت نام کرده بود، به خیال خود، برای همیشه تحصیلات رسمی را ترک گفته بود… چنین به نظر می‌رسد که سمینار درس پروفسور بیکر، که نمایشنامه‌شناس و نقدگر دانشمند و متبحری به‌شمار می‌آید، برای اونیل بسیار بهره داشته، زیرا نمایشنامه‌هایی که او پس از طی این دوره آموزشی نوشته، از انسجام، عمق، پختگی و سبک، شیوه و ترفندهای زیرکانه و زبردستانه تری برخوردار شده‌است: نمایشنامه‌هایی که چهار جایزه پولیترز و سرانجام در سال ۱۹۳۶ جایزه ادبی نوبل را نصیب او کرده‌اند. برای مطالعه بیشتر و بهتر زندگی اونیل می‌توان به یکی از آثارش به نام سفر دراز روز در شب که نمایانگر زندگی شخصی و خانوادگی اوست مراجعه کرد. اونیل سه بار ازدواج کرده بود و هنگامی که یوجین پسر دوم و ثمره اولین ازدواج او، دست به خودکشی زد، وی نیز به نوشتن این نمایشنامه سرگذشت نگارانه، دست یازید و هنگام نوشتن آن، به قول همسر سومش؛ همیشه در حال گریستن بود. در سال ۱۹۵۳، اونیل پس از نوشتن بیش از سی نمایشنامه، در زمستان سرد شهر بوستون در گذشت.

## سبک
اونیل در همه مکاتب، سبک‌ها و گونه‌های ادبی-نمایشی، طبع آزمایی کرده و با موفقیت و استقبال و تحسین منتقدان روبرو شده‌است. به طوری که اسکار کارگیل و ژوزف وودکراچ او را بزرگترین نمایشنامه‌نویس آمریکایی و یکی از چند نمایشنامه‌نویس بزرگ جهان، به‌شمار آوردند، و برخی نیز آثار او را با آثار سوفوکل و ویلیام شکسپیر مقایسه کرده‌اند، و چند تن نیز چون اریک بنتلی بر آثار او خرده گرفته‌اند. اما همگی به اهمیت و عظمت نمایشنامه گوریل پشمالو به عنوان یکی از چند تراژدی نوگرای بزرگ در ادبیات نمایشی جهان، اذعان داشته و بیان عمیق و اسلوب استادانه تصنیف این تراژدی را بسیار ستوده‌اند.

## آثار

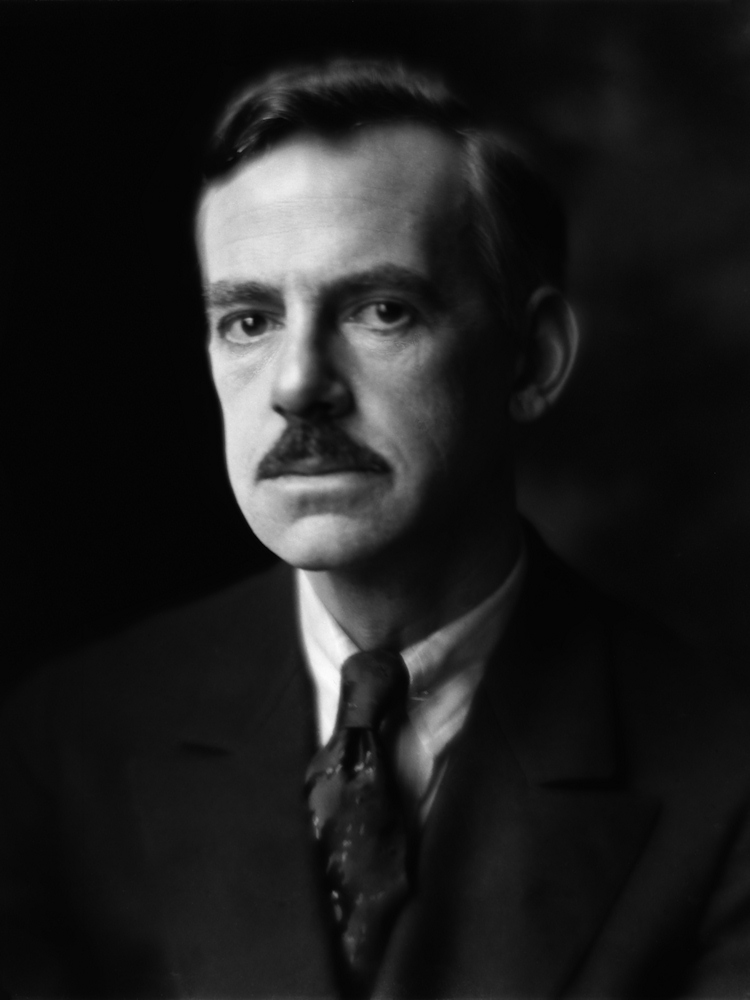

برخی از نمایشنامه‌های یوجین اونیل به فارسی ترجمه شده‌اند، از جمله:
- گوریل پشمالو
- تار عنکبوت و دو نمایش‌نامه‌ی دیگر (طناب، فیلم‌بردار)، ترجمه یداله آقاعباسی
- تشنگی و دو نمایش‌نامه‌ی دیگر (بی‌پروایی، سقط جنین)، ترجمه یداله آقاعباسی
- پیش از ناشتایی و سه نمایش‌نامه‌ی دیگر (پسرک خیال‌باف، زنی برای تمام عمر، موجی)، ترجمه یداله آقاعباسی
- مرد یخین می‌آید
- نخستین آدم ترجمه بهزاد قادری
- مارکوپولی ترجمه یداله آقاعباسی
- خداوندگار براون ترجمه یداله آقاعباسی
- امپراتور جونز ترجمه یداله آقاعباسی
- عزا برازنده الکتراست
- سفری طولانی از روز به شب ترجمه بیتا دارابی ، هانیه مهر مطلق
- آنا کریستی ترجمه صفدر تقی زاده، محمدعلی صفریان
- روغن ترجمهٔ ناهید قادری
- نان و آب ترجمهٔ ناهید قادری
- متفاوت ترجمه بیتا دارابی
- داینامو ترجمه بیتا دارابی
- پیوند ترجمه بیتا دارابی
- ماهی برای یک ملعون ترجمه بیتا دارابی
- اخطار ترجمه بیتا دارابی
- بی پروایی ترجمه بیتا دارابی
- زن زندگی ترجمه بیتا دارابی
- همهٔ فرزندان خداوند بال دارند ترجمه بیتا دارابی
- فواره ترجمه بیتا دارابی، هانیه مهر مطلق
- روزهای بی پایان ترجمه بیتا دارابی، هانیه مهر مطلق
- هوس زیر درختان نارون ترجمه بیتا دارابی، هانیه مهر مطلق
- لازاروس خندید ترجمه بیتا دارابی، هانیه مهر مطلق
- جوانک خیالباف ترجمه بیتادارابی، هانیه مهرمطلق
- در مسیر شرق به سوی کاردیف ترجمه بیتادارابی، هانیه مهرمطلق
- درهم تنیده ترجمه بیتادارابی، هانیه مهرمطلق
- موج گرفتگی ترجمه بیتادارابی، هانیه مهرمطلق
- روغن نهنگ ترجمه بیتادارابی، هانیه مهرمطلق
- علامت گنج ترجمه بیتادارابی، هانیه مهرمطلق
- شاعرانگی ترجمه حسن فاضل
- یک لقمه نان ترجمه محمدرضا حسن زاده جوانیان

## نگارخانه

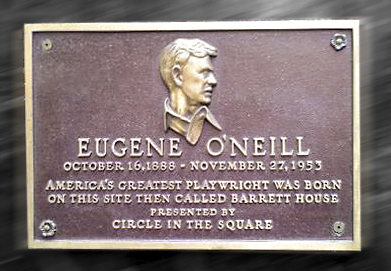
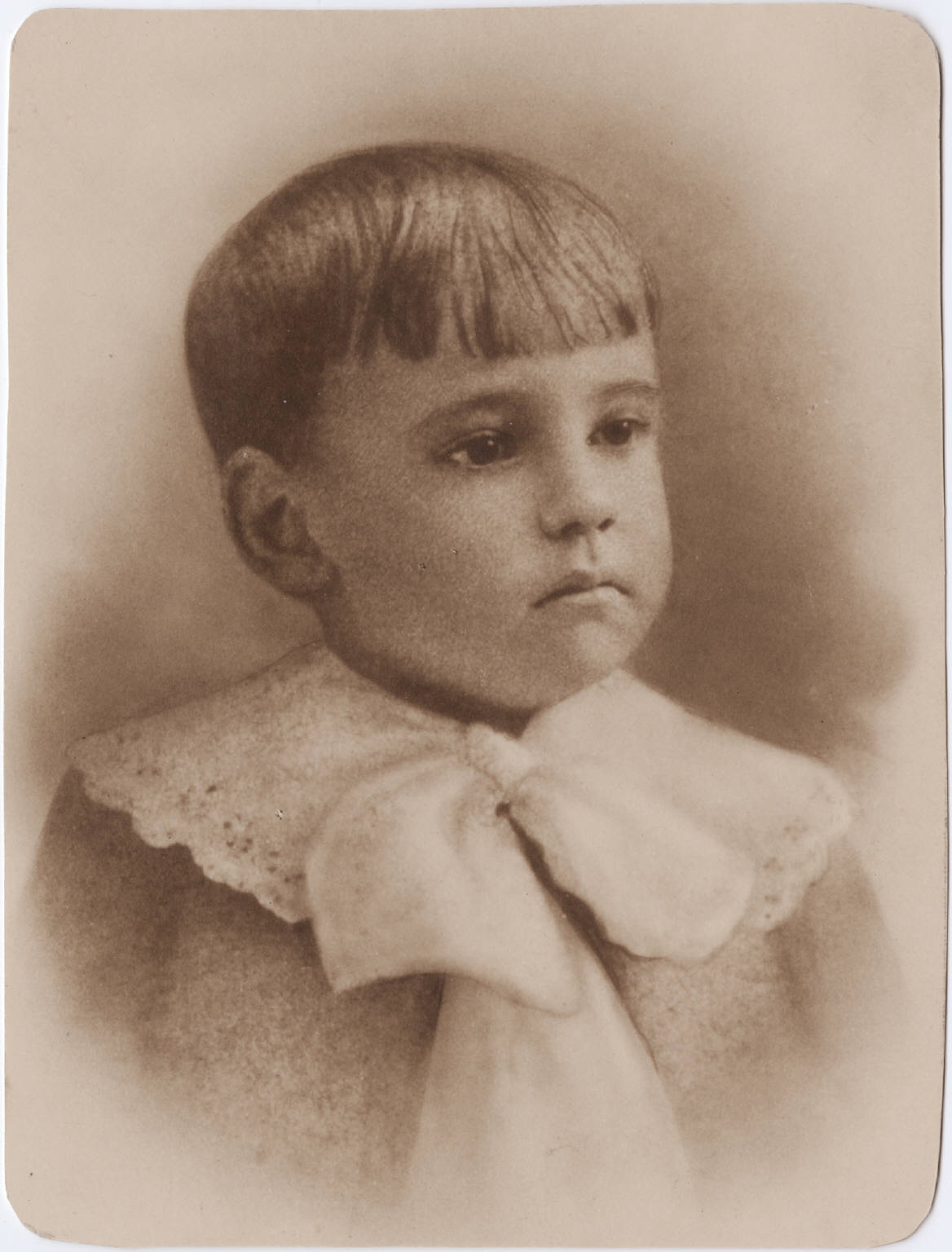